# Ronald George Wreyford Norrish
Ronald George Wreyford Norrish (ur. 9 listopada 1897 w Cambridge, zm. 7 czerwca 1978 tamże) – brytyjski chemik, profesor chemii fizycznej Uniwersytetu Cambridge. Prowadził prace badawcze z dziedziny kinetyki reakcji chemicznych w fazie gazowej. M.in. opracował metodę fotolizy błyskowej. W 1959 r. został członkiem zagranicznym PAN. Otrzymał Nagrodę Nobla w zakresie chemii w roku 1967 z George’em Porterem.